# Нурмагомедов Абдулманап Магомедович
Абдулманап Магомедович Нурмагомедов (ав. Абдулманап Нурмухамадов 10 грудня 1962, Сільд, Цумадінському район, Дагестанська АРСР, СРСР — 3 липня 2020, Москва, Росія) — радянський та український спортсмен, тренер, майстер спорту СРСР з вільної боротьби. Заслужений тренер Росії, старший тренер збірної команди республіки Дагестан з бойового самбо. Чемпіон України з дзюдо і самбо. Батько і тренер Хабіба Нурмагомедова. Радник Глави Республіки Дагестан.

## Біографія
Народився в 1962 році в с. Сільд Цумадінського району. Проживав в с. Кіроваул Кізілюртовського району.
Починав з вільної боротьби, був майстром спорту. В армії почав займатися дзюдо і самбо. Тренувався у Петра Бутрія.
В кінці квітня 2020 року Абдулманап Нурмагомедов був госпіталізований в 2-у міську лікарню Махачкали з двобічною пневмонією. 3 травня його на спеціальному літаку доставили в Москву. 13 травня стало відомо, що Нурмагомедов знаходиться у важкому стані в одному з військових госпіталів Москви . 3 липня 2020 помер в Москві. Про це повідомив Рамзан Кадиров.
4 липня був похований в рідному селі.

## Тренерська кар'єра
У 1992 році виховав чемпіона світу зі спортивного самбо — свого молодшого брата Нурмагомеда Нурмагомедова, який на той момент також виступав за збірну України. У вересні 2019 року Абдулманап Нурмагомедова включили в Книгу рекордів Росії як виховав найбільшу кількість чемпіонів з бойового самбо. Згідно з офіційними даними, Нурмагомедов за свою тренерську кар'єру підготував 18 чемпіонів світу.